# Acraea carbonaria
Acraea carbonaria är en fjärilsart som beskrevs av Le Cerf 1927. Acraea carbonaria ingår i släktet Acraea och familjen praktfjärilar. Inga underarter finns listade i Catalogue of Life.